# Lotus (album de Christina Aguilera)
„Lotus” este cel de-al șaptelea album de studio al artistei americane Christina Aguilera, lansat pe data de 9 noiembrie 2012 de către casa de discuri RCA Records.

## Discuri single
„Your Body” a fost lansat pe data de 17 septembrie 2012 ca single-ul principal al albumului Lotus. Cantecul a primit recenzii pozitive din partea criticilor de muzică, care a lăudat vocea Christinei și colaborarea cu Max Martin. A debutat și a ajuns pe locul 34 în Billboard Hot 100 pe 27 septembrie 2012, devenind cel mai mare single de debut în acea săptămână. La nivel internațional, „Your Body” a fost un succes moderat, ajungând în top 40 în cele mai multe țări. Videoclipul de însoțire a piesei a fost regizat de către Melina Matsoukas.
„Just a Fool” în duet cu Blake Shelton a fost lansat pe data de 4 decembrie 2012 ca al doilea și ca ultimul single. Acesta a debutat la numărul 92 în Billboard Hot 100 pe data de 17 noiembrie 2012 și s-a poziționat la numărul 71 în a doua săptamană a clasări sale. Fiind în septembrie 2014, single-ul a vândut peste 746,000 copii în Statele Unite ale Americii.

## Lista pieselor
| Lotus – Versiunea standard |                                                       |                                                                                   |                                        |         |  |
| Nr.                        | Titlu                                                 | Autor(i)                                                                          | Producător(i)                          | Lungime |  |
| 1.                         | „Lotus Intro”                                         | Christina Aguilera Dwayne Abernathy Candice Pillay Alexander Grant                | Alex da Kid Dem Jointz Aguilera Pillay | 3:18    |  |
| 2.                         | „Army of Me”                                          | Aguilera Jamie Hartman David Glass Phil Bentley                                   | Tracklacers Hartman Aguilera           | 3:27    |  |
| 3.                         | „Red Hot Kinda Love”                                  | Aguilera Lucas Secon Livvi Franc                                                  | Secon                                  | 3:06    |  |
| 4.                         | „Make the World Move” (în colaborare cu Cee Lo Green) | Grant Mike Del Rio Pillay Jayson DeZuzio Abernathy Armando Trovajoli              | Alex da Kid Aguilera Pillay            | 3:00    |  |
| 5.                         | „Your Body”                                           | Max Martin Shellback Savan Kotecha Tiffany Amber                                  | Martin Shellback                       | 4:00    |  |
| 6.                         | „Let There Be Love”                                   | Martin Shellback Kotecha Bonnie McKee Oliver Goldstein Oscar Holter Jakke Erixson | Martin Shellback                       | 3:21    |  |
| 7.                         | „Sing for Me”                                         | Aguilera Aeon Manahan Ginny Blackmore                                             | Aeon Step Manahan                      | 4:01    |  |
| 8.                         | „Blank Page”                                          | Aguilera Chris Braide Sia Furler                                                  | Braide                                 | 4:05    |  |
| 9.                         | „Cease Fire”                                          | Aguilera Grant Pillay                                                             | Alex da Kid Aguilera Pillay            | 4:08    |  |
| 10.                        | „Around the World”                                    | Aguilera Dwayne "Supa Dups" Chin-Quee Jason "JG" Gilbert Ali Tamposi              | Chin-Quee Gilbert                      | 3:25    |  |
| 11.                        | „Circles”                                             | Aguilera Grant Pillay Abernathy                                                   | Alex da Kid Aguilera Pillay            | 3:26    |  |
| 12.                        | „Best of Me”                                          | Aguilera Grant Pillay DeZuzio                                                     | Alex da Kid DeZuzio Aguilera Pillay    | 4:08    |  |
| 13.                        | „Just a Fool” (cu Blake Shelton)                      | Steve Robson Claude Kelly Wayne Hector                                            | Robson Aguilera Kelly                  | 4:14    |  |
| Lungime totală:            | Lungime totală:                                       | Lungime totală:                                                                   | Lungime totală:                        | 47:30   |  |

| Lotus – Versiunea deluxe |                                   |                                                      |                             |         |  |
| Nr.                      | Titlu                             | Autor(i)                                             | Producător(i)               | Lungime |  |
| 14.                      | „Light Up the Sky”                | Aguilera Grant Pillay                                | Alex da Kid Aguilera Pillay | 3:31    |  |
| 15.                      | „Empty Words”                     | Aguilera busbee Nikki Flores Tamposi                 | Busbee                      | 3:47    |  |
| 16.                      | „Shut Up”                         | Aguilera Grant Pillay Del Rio Abernathy Nate Campany | Alex da Kid Aguilera Pillay | 2:53    |  |
| 17.                      | „Your Body” (Martin Garrix Remix) | Martin Shellback Kotecha Amber                       | Martin Shellback            | 5:12    |  |
| Lungime totală:          | Lungime totală:                   | Lungime totală:                                      | Lungime totală:             | 62:51   |  |